# يفجيني بتروف
يفجيني بتروف (بالروسية: Петров, Евгений Владимирович)‏ ولد بتاريخ 25 مايو 1978 في أوفا، الاتحاد السوفيتي، هو دراج روسي. شارك في دورة الألعاب الأولمبية الصيفية.

## سجل النتائج

### سباقات أو مراحل فاز بها
- طواف إيطاليا

### المراكز
- حقق المركز الـ 7 في طواف إيطاليا 2007

## الميداليات
| الميدالية | المسابقة                                    |
| --------- | ------------------------------------------- |
| ذهبية     | بطولة العالم لسباق الدراجات على الطريق 2000 |
| ذهبية     | بطولة العالم لسباق الدراجات على الطريق 2000 |
| برونزية   | بطولة العالم لسباق الدراجات على الطريق 1999 |

## روابط خارجية
- يفجيني بتروف على موقع الاتحاد الدولي للدراجات (الإنجليزية)
- يفجيني بتروف على موقع أرشيف الدراجات (الإنجليزية)
- يفجيني بتروف على موقع إحصائيات الدراجات الإحترافية (الإنجليزية)
- يفجيني بتروف على موقع نسبة الدراجات (الإنجليزية)
- يفجيني بتروف على موقع CycleBase (الإنجليزية)
- يفجيني بتروف على موقع أوليمبيديا (الإنجليزية)